# Играле се делије (манифестација)
Играле се делије је манифестација која се одржава у Великој Иванчи, родном месту песника Милорада Петровића Сељанчице, спајајући генерације кроз песму, игру, народне обичаје и спортска надметања. Саставни део манифестације која се одржава крајем јула је годишњи књижевни конкурс „Миодраг Петровић Сељанчица“ који окупља и афирмише младе поете (најбољи радови се објављују у зборнику песама).